# Resolució 1257 del Consell de Seguretat de les Nacions Unides
La Resolució 1257 del Consell de Seguretat de les Nacions Unides fou adoptada per unanimitat el 3 d'agost de 1999. Després de recordar les resolucions anteriors sobre Timor Oriental (Timor Leste), en particular la Resolució 1246 (1999), el Consell va prorrogar el mandat de Missió de les Nacions Unides a Timor Oriental (UNAMET) fins al 30 de setembre de 1999.
El Consell de Seguretat va assenyalar que el Secretari General Kofi Annan havia decidit ajornar el Referèndum d'Autonomia Especial de Timor Oriental fins al 30 d'agost de 1999 per raons tècniques i en conseqüència va ampliar el mandat de la UNAMET. Va afirmar que "a més d'un retard en el començament del registre de votants, la UNAMET necessitava més temps per a reunir la llista de votants, donar-los a conèixer i permetre un procediment d'apel·lació".